# Písečné (Vysočina)
Písečné (in tedesco Pisetschna) è un comune ceco situato nel distretto di Žďár nad Sázavou, nella regione di Vysočina.